# Meiji Jingu Stadium
O Meiji Jingu Stadium é um estádio de beisebol localizado em Shinjuku, distrito de Tóquio no Japão, foi inaugurado em 1926, sendo o segundo estádio mais antigo de beisebol no país, tem capacidade para 37.933 espectadores, é a casa do time Tokyo Yakult Swallows que disputa a NPB.